# 17 septembre
Pour les articles homonymes, voir Dix-Sept-Septembre.
17 août 17 octobre
Chronologies thématiques
- Croisades
- Ferroviaires
- Sports
- Disney
- Anarchisme
- Catholicisme

Abréviations / Voir aussi
- (° 1852) = né en 1852
- († 1885) = mort en 1885
- a.s. = calendrier julien
- n.s. = calendrier grégorien
- Calendrier
- Calendrier perpétuel
- Liste de calendriers
- Naissances du jour

Le 17 septembre est le 260e jour de l'année du calendrier grégorien, 261e lorsqu'elle est bissextile (il en reste ensuite 105).
Il est généralement l'équivalent du premier jour complémentaire du calendrier républicain ou révolutionnaire français, officiellement dénommé jour de la vertu.

## Événements

### Vesiècleav. J.-C.
- -490 (ou 12 septembre voire 12 août etc.) : bataille de Marathon durant les premières guerres médiques (192 morts athéniens, 11 morts platéens ; 7 navires et au moins 6 400 morts dans l'autre camp selon Hérodote).
- -480 : début de la bataille du Cap d'Artémision entre Perses et Athéniens[1].

### Iersiècle
- 14 : le Sénat romain vote la divinisation d'Auguste, un mois après sa mort. Tibère lui succède comme empereur[2].

### VIIesiècle
- 642 : les Arabes s'emparent d'Alexandrie.

### XIIesiècle
- 1176 : bataille de Myriokephalon.

### XIIIesiècle
- 1224 : date présumée du miracle des stigmates de Saint François d'Assise. Un tableau représentant cet événement a été peint par le peintre Giotto.

### XIVesiècle
- 1374 : le roi Louis Ier de Hongrie accorde le privilège de Koszyce à l'aristocratie.

### XVesiècle
- 1462 : victoire polonaise sur l'Ordre Teutonique, à la bataille de Puck, pendant la guerre de Treize Ans.

### XVIesiècle
- 1577 : signature de l'édit de Poitiers, entre Henri de Navarre et Henri III.

### XVIIesiècle
- 1620 : début de la Bataille de Țuțora, entre la Pologne-Lituanie et l'Empire ottoman.
- 1630 : fondation de Boston.
- 1631 : victoire des forces protestantes, à la bataille de Breitenfeld.
- 1665 :
  - début du règne de Charles II d'Espagne.
  - grande peste de Londres, faisant autour de 75 000 morts, soit le cinquième de la population londonienne.

### XVIIIesiècle
- 1786 : Ienari Tokugawa devient le onzième shogun japonais.
- 1787 : vote de la Constitution des États-Unis, rédigée par Thomas Jefferson.
- 1792 : en France, vol des joyaux de la Couronne.
- 1793 : vote de la loi des suspects, pendant la Révolution française.

### XIXesiècle
- 1849 : Harriet Tubman, militante anti-esclavage, s'enfuit pour la première fois.
- 1851 : traité de Fort Laramie, signé entre les Amérindiens et les colons américains.
- 1861 : bataille de Pavón, durant la guerre civile en Argentine. L’État de Buenos Aires résiste à la Confédération argentine.
- 1862 : bataille d'Antietam (Guerre de Sécession), victoires des unionistes.
- 1870 : combat de Montmesly, durant la guerre de 1870, victoire des Prussiens sur les Français.
- 1879 : en Irlande, Charles Parnell, président de la Ligue agraire, inaugure une tactique nouvelle, pour faire plier les propriétaires et les régisseurs qui maltraitent ou dépouillent leurs tenanciers : la mise en quarantaine, le premier boycott.

### XXesiècle
- 1914 : combat de la Rougemare et des Flamants contre un commando allemand, en Normandie (début de la première guerre mondiale).
- 1928 : signature de l'accord d'Achnacarry, par lequel les « sept sœurs » (surnom donné aux sept compagnies pétrolières les plus puissantes) s'entendent secrètement à ne pas se faire concurrence.
- 1935 : Manuel Luis Quezón est élu premier président du Commonwealth des Philippines[3].
- 1939 :
  - les troupes soviétiques envahissent la Pologne.
  - création du Partido Acción Nacional, parti politique mexicain.
- 1944 : début de la bataille d'Arnhem, aux Pays-Bas (seconde guerre mondiale).
- 1948 : assassinat par le Lehi, près de Jérusalem, du comte Folke Bernadotte, médiateur suédois de l'ONU, dans le conflit israélo-arabe sur la Palestine.
- 1970 : début du « Septembre noir » en Jordanie.
- 1978 : Anouar el-Sadate et Menahem Begin signent un protocole d'accord sur la paix au Proche-Orient, à l'issue des entretiens de Camp David.
- 1980 : l'ancien dictateur du Nicaragua, Anastasio Somoza, trouve la mort dans l'explosion de sa voiture, à Asuncion (Paraguay).
- 1988 : le général Prosper Avril prend le pouvoir à Haïti.
- 1991 : la Corée du Nord, la Corée du Sud, l'Estonie, la Lituanie, la Lettonie, les Îles Marshall et les États fédérés de Micronésie sont admises à l'ONU.

### XXIesiècle
- 2003 : le président renversé de la Guinée-Bissau, Kumba Yala, signe un accord avec les putschistes, dans lequel il accepte de céder le pouvoir[4].
- 2012 : résolution numéro 2066, du Conseil de sécurité des Nations unies, sur la situation au Liberia.
- 2014 : les élections législatives aux Fidji, après huit ans de dictature militaire, sont remportées par Voreqe Bainimarama, auteur du coup d'État de 2006, et son parti Fidji d'abord.
- 2017 : élections législatives à Macao.
- 2018 :
  - lors de l’intervention militaire de la Russie en Syrie, un Iliouchine Il-20 est abattu par un missile sol-air S-200[5], imputé par la Russie à Israël, alors qu'il s'agit d'une erreur de tir des forces armées syriennes[6].
  - la Russie et la Turquie concluent un accord pour instaurer une zone démilitarisée à Idlib, en Syrie.
- 2019 : en Israël, le parti Bleu et blanc et le Likoud arrivent au coude à coude en tête des élections législatives anticipées.
- 2021 : la France rappelle ses ambassadeurs en Australie et aux États-Unis après l'annulation du contrat de sous-marins pour la marine australienne[7].
- 2023 : au Mali, les rebelles de la Coordination des mouvements de l'Azawad s'emparent des camps militaires de Léré, cinq jours après la bataille de Bourem[8].
- 2024 : 9 morts et 2 750 blessés au Liban à la suite de l'explosion de bipeurs du Hezbollah.

## Art, culture et religion
- 335 : dédicace du Saint-Sépulcre.
- 1549 : le pape Paul III suspend le concile de Trente, après l'intervention de Charles Quint.
- 1637 : le premier exemplaire de la Bible des États est imprimé (Eglise réformée).
- 1997 : le pape Jean-Paul II érige la basilique du Sacré-Cœur de Marseille (Bouches-du-Rhône, France), au rang de basilique mineure.

## Sciences et techniques
- 1822 : Jean-François Champollion déchiffre pour la première fois des hiéroglyphes égyptiens antiques.
- 1871 : inauguration du tunnel ferroviaire du Fréjus, reliant la France à l'Italie.

## Économie et société
- 1807 : en France, la Cour des comptes est créée (voir la veille).
- 1908 : premier accident mortel en avion, quand le Wright Flyer III s’écrase.
- 1928 : accord d'Achnacarry, signé entre les grandes entreprises exploitant le pétrole (mise en place d'un oligopole).
- 1949 : un incendie ravage le Noronic, le plus gros bateau à vapeur en service sur les Grands Lacs canadiens, causant 119 morts.
- 1979 : le premier McDonald's français ouvre à Strasbourg[9].
- 1986 : l'attentat de la rue de Rennes, à Paris, cause 7 morts et 55 blessés.
- 2004 : l'ouragan Jeanne laisse près de 3 000 morts, après son passage dans la région des Gonaïves, au nord de Haïti.
- 2016 : attentat à New York.
- 2024 : au Mali, des attaques du GSIM à Bamako causent la mort d'une centaine de militaires et de mercenaires russes de Wagner[10].

## Naissances

### IXesiècle
- 879 : Charles III dit « le Simple », roi de France de 898 à 922 († 7 octobre 929).

### XIIesiècle
- 1192 : Minamoto no Sanetomo (源 実朝), troisième shogun du shogunat de Kamakura († 1219).

### XIIIesiècle
- 1271 : Venceslas II, roi de Bohême de 1278 à 1305 († 21 juin 1305).

### XVIesiècle
- 1550 : Paul V (Camillo Borghese), pape († 28 janvier 1621).
- 1589 : Agostinho Barbosa, canoniste portugais, évêque d'Ugento († 19 novembre 1649).

### XVIIesiècle
- 1608 : Cesare Facchinetti, canoniste italien, nonce à Madrid, cardinal († 31 janvier 1683).
- 1677 : Stephen Hales, physiologiste et chimiste anglais († 4 janvier 1761).

### XVIIIesiècle
- 1739 : Giovanni Francesco Fromond, physicien italien († 16 juillet 1785).
- 1743 :
  - Nicolas de Condorcet, écrivain, économiste, philosophe, mathématicien et homme politique français († 29 mars 1794).
  - Jean-Baptiste Massieu, religieux et homme politique français († 6 juin 1818).
- 1764 : Berek Joselewicz, militaire polonais († 5 mai 1809).
- 1765 : Jean Henri (Vitold Jean Henri de Wolodkowicz dit, général polonais de la Révolution et de l’Empire († 6 août 1825).
- 1774 : Thadée Tyszkiewicz, général de brigade polonais († 12 avril 1852).
- 1789 : William Price, entrepreneur et un homme politique anglais actif au Canada († 14 mars 1867).
- 1795 : Saverio Mercadante, compositeur italien († 17 décembre 1870).

### XIXesiècle
- 1806 : Guillaume Duchenne de Boulogne, médecin neurologue français († 15 septembre 1875).
- 1820 : Émile Augier, poète, dramaturge et académicien français († 25 octobre 1889).
- 1826 : 
  - Jean-Baptiste-Éric Dorion, journaliste et homme politique français († 1er novembre 1866).
  - Bernhard Riemann, mathématicien allemand († 20 juillet 1866).
- 1834 : Édouard Pailleron, homme de lettres et journaliste français († 19 avril 1899).
- 1850 : Francis von Bettinger, cardinal allemand († 12 avril 1917).
- 1854 : David Buick, industriel américain († 5 mars 1929).
- 1859 : Frank Dawson Adams, géologue canadien († 26 décembre 1942).
- 1864 : Mykhaïlo Kotsioubynsky (Михайло Михайлович Коцюбинський), écrivain ukrainien (+ 25 avril 1913).
- 1867 : Shiki Masaoka (正岡 子規), poète japonais († 19 septembre 1902).
- 1873 : Cécile Sorel, comédienne française († 3 septembre 1966).
- 1878 : Louis Émile Gratia, musicien et musicologue français († 31 octobre 1962).
- 1879 : Rube Foster (en), joueur et gérant de baseball américain († 9 décembre 1930).
- 1881 : 
  - Savely Schleifer, artiste peintre ukrainien mort à Auschwitz à une date imprécise.
  - Eugène Olivier, escrimeur français, champion olympique en 1908, et professeur de médecine († 5 mai 1964).
- 1885 : George Cleveland, acteur canadien († 15 juillet 1957).
- 1889 : Domenico Valinotti, peintre italo-piémontais († 10 octobre 1962).
- 1893 : Jean Chaput, aviateur français († 6 mai 1918).
- 1896 : Denise Grey, comédienne française († 13 janvier 1996).

### XXesiècle
- 1901 : sir Francis Chichester, navigateur britannique († 26 août 1972).
- 1903 : George Koltanowski, joueur d'échecs et journaliste belge († 5 février 2000).
- 1904 : Catherine Kousmine, médecin et diététicienne russe puis suisse († 24 août 1992).
- 1905 : Şehzade Mehmed Abid, sultan ottoman  († 8 décembre 1973).
- 1907: Abdel Fattah Al-Qadi, l'un des érudits les plus importants d'Al-Azhar Al-Sharif
- 1908 : John Creasey, écrivain britannique († 9 juin 1973).
- 1910 : Moussa Abadi (מוסא עבאדי), homme de théâtre et résistant syrien († 15 septembre 1997).
- 1913 : Pierre Carous, avocat et homme politique français († 14 janvier 1990).
- 1918 : Chaim Herzog (חיים הרצוג), militaire et homme politique israélien, président de 1983 à 1993 († 17 avril 1997).
- 1920 : Michal Hornstein, homme d'affaires et philanthrope canadien († 25 avril 2016).
- 1921 : Gisèle Pascal, actrice française († 2 février 2007).
- 1922 : Agostinho Neto, poète et homme politique angolais, président de l'Angola de 1975 à 1979 († 10 septembre 1979).
- 1923 : Hank Williams, chanteur et musicien américain († 1er janvier 1953).
- 1925 : François Bluche, historien français († 28 juin 2018).
- 1926 :
  - Bill Black (William Patton Black Jr. dit), musicien américain († 21 octobre 1965).
  - Jack McDuff (Eugene McDuffy dit), organiste de jazz américain († 23 janvier 2001).
  - Jean-Marie Lustiger, cardinal et académicien français († 5 août 2007).
- 1927 : George Blanda, joueur de football américain († 27 septembre 2010).
- 1928 : Roddy McDowall (Roderick Andrew Anthony Jude McDowall dit), acteur britannique († 3 octobre 1998).
- 1929 : Stirling Moss, pilote de course britannique († 12 avril 2020).
- 1930 :
  - Edgar Mitchell, astronaute américain († 4 février 2016).
  - Thomas Stafford (Thomas P(atten) Stafford), astronaute américain.
- 1931 :
  - Anne Bancroft, actrice américaine († 6 juin 2005).
  - Jean-Claude Carrière, écrivain français († 8 février 2021).
- 1932 : 
  - Indarjit Singh, journaliste et animateur britannique
  - Fred Mustard Stewart, romancier américain († 7 février 2007).
- 1933 :
  - Patricia « Pat » Crowley, actrice américaine.
  - Claude Provost, joueur de hockey sur glace québécois († 17 avril 1984).
- 1934 : Maureen Connolly, joueuse de tennis américaine († 21 juin 1969).
- 1935 :
  - Dominique de Roux, écrivain français († 29 mars 1977).
  - Kenneth Elton « Ken » Kesey, écrivain américain († 10 novembre 2001).
  - Serge Klarsfeld, écrivain, historien et avocat franco-israélien.
- 1936 : Rolf Orthel, réalisateur et producteur néerlandais.
- 1937 : 
  - Orlando Cepeda, joueur de baseball portoricain.
  - Albertine Sarrazin, femme de lettres française († 10 juillet 1967).
- 1938 :
  - Aydin Ibrahimov, lutteur soviétique († 2 septembre 2021).
  - Ebénézer Njoh-Mouellé, philosophe et homme politique camerounais.
  - Robert Paul « Bobby » Wine Sr. (en), joueur puis gérant de baseball américain.
- 1940 : 
  - Lorella De Luca, actrice italienne († 9 janvier 2014).
  - István Móna, pentathlonien hongrois champion olympique († 28 juillet 2010).
- 1941 : Robert Takeo « Bob » Matsui, homme politique américain († 1er janvier 2005).
- 1943 :
  - Angelo Comastri, cardinal italien.
  - Samuel Thornton Durrance, astronaute américain.
- 1944 : 
  - Reinhold Messner, alpiniste italien.
  - John Writer, tireur sportif américain, champion olympique.
- 1945 :
  - David Emerson, homme politique canadien, plusieurs fois ministre.
  - Phil Jackson, joueur puis entraîneur de basketball américain.
- 1947 : Lesley Bush, plongeuse américaine, championne olympique.
- 1948 : John Ritter, acteur et producteur américain († 11 septembre 2003).
- 1949 : Alberto Magliozzi, photographe de mode italien.
- 1952 :
  - Jérôme Bonaldi, (co)animateur de télévision français.
  - « El Niño de la Capea » (Pedro Gutiérrez Moya dit), matador espagnol.
  - Sheila Ryan, actrice américaine († 18 septembre 2012).
- 1955 : Scott Simpson, golfeur américain.
- 1956 : Mandawuy Yunupingu, musicien australien († 2 juin 2013).
- 1960 :
  - Damon Hill, pilote automobile anglais.
  - Frédéric Pierrot, acteur français.
- 1961 : Pamela Melroy, astronaute américaine.
- 1962 :
  - Paul Feig, acteur, réalisateur, scénariste et producteur américain.
  - Baz Luhrmann, cinéaste australien.
- 1964 : Nathalie Amoratti-Blanc, femme politique monégasque.
- 1965 :
  - Kyle Chandler, acteur américain.
  - Bryan Singer, réalisateur américain.
- 1966 :
  - Paula Jones, fonctionnaire américaine de l'État de l'Arkansas qui a poursuivi le président Bill Clinton pour harcèlement sexuel.
  - Stéphane Rousseau, humoriste canadien.
- 1968 :
  - Akhenaton (Philippe Fragione dit), chanteur français marseillais du groupe IAM.
  - Anastacia (Anastacia Lyn Newkirk dite), chanteuse américaine.
  - Marie-Chantal Miller, princesse de Grèce, épouse du diadoque Paul de Grèce.
  - Mehmet Âkif Pirim, lutteur turc champion olympique.
- 1971 :
  - Sergej Barbarez, footballeur bosnien.
  - Adriana Karembeu, mannequin puis co-animatrice de télévision franco-slovaque.
- 1972 : Daniel Banio Debho, homme politique de la République démocratique du Congo.
- 1973 : David Reid, boxeur américain champion olympique.
- 1974 : Jonathan Painchaud, chanteur québécois du groupe Okoumé.
- 1975 : Jimmie Johnson, pilote automobile américain.
- 1978 : Paolo Domingo, comédien et chanteur français.
- 1979 : Chuck Comeau, musicien québécois du groupe Simple Plan.
- 1982 :
  - Garth Murray, joueur de hockey sur glace canadien.
  - Vérino (Olivier Balestriero dit), humoriste et comédien français.
- 1984 : John Kucera, skieur alpin canadien.
- 1985 :
  - Tomáš Berdych, joueur de tennis tchèque.
  - Aleksandr Ovetchkine (Александр Михайлович Овечкин), joueur de hockey sur glace russe.
  - Mirza Teletović, basketteur bosnien.
  - Jon Walker (Jonathan Walker dit), bassiste anglais du groupe Panic! at the Disco.
- 1986 : Paolo De Ceglie, footballeur italien.
- 1987 : Marjorie Carpréaux, basketteuse belge.
- 1988 : Ritu Arya, actrice britannique.
- 1989 :
  - Timothy « Tim » James Abromaitis, basketteur américain.
  - Dijon Talton, acteur américain.
- 1990 : Radical Redemption (Joey van Ingen dit), DJ et producteur de hardstyle néerlandais.
- 1996 :
  - Esteban Ocon, pilote automobile français.
  - Choi Young-jae, chanteur et danseur sud-coréen.

### XXIesiècle
- 2001 : Asanda, chanteuse anglaise.
- 2002 : Elina Avanesyan, joueuse de tennis arménienne.
- 2008 : Mia Talerico, actrice américaine.

## Décès

### Vesiècle
- 456 : Remistus, général de l'Empire romain d'Occident (° inconnue).

### XVesiècle
- 1425 : Bonne d'Artois, duchesse de Bourgogne (° 1396).

### XVIIesiècle
- 1621 : Robert Bellarmin, cardinal italien, canonisé infra (° 4 octobre 1542).
- 1665 : Philippe IV d'Espagne, roi d'Espagne de 1621 à 1665 (° 8 avril 1605)

### XVIIIesiècle
- 1717 : Robert Cotton, homme politique anglais (° 2 mai 1644).

### XIXesiècle
- 1823 : Abraham Breguet, horloger suisse (° 10 janvier 1747).
- 1836 : Antoine-Laurent de Jussieu, botaniste français (° 12 avril 1748).
- 1854 : Joseph De Cauwer, peintre belge (° 2 février 1779).
- 1863 : Alfred de Vigny, poète français (° 27 mars 1797).
- 1878 : Antoine de Tounens, aventurier français, éphémère roi de Patagonie (° 12 mai 1825).
- 1879 : Eugène Viollet-le-Duc, architecte, ingénieur et écrivain français (° 27 janvier 1814).
- 1886 : Asher Brown Durand, peintre et graveur américain (° 21 août 1796).
- 1891 : Joseph Petzval, mathématicien hongrois (° 6 janvier 1807).
- 1899 : Charles Alfred Pillsbury (en), industriel américain (° 3 décembre 1842).

### XXesiècle
- 1908 : Henri Julien, caricaturiste et peintre québécois (° 14 mai 1852).
- 1930 : Étienne Lapeyrère, botaniste français.
- 1936 : Henry Le Chatelier, chimiste français (° 8 octobre 1850).
- 1939 : Georges Pitoëff, comédien français d'origine russe (° 4 septembre 1884).
- 1943 : Albert Rolland, résistant français de la Seconde Guerre mondiale (° 28 janvier 1913).
- 1948 :
  - Ruth Benedict, anthropologue américaine (° 6 juin 1887).
  - Folke Bernadotte, médiateur suédois de l'ONU (° 2 janvier 1895).
  - Raffaele Carlo Rossi, carme italien nommé évêque puis cardinal (° 28 octobre 1876)
- 1959 : Frederic Holdrege Bontecou, homme politique américain (° 30 novembre 1893).
- 1964 : Jean Ray, écrivain belge (° 8 juillet 1887).
- 1971 : Bella Darvi, actrice française (° 23 octobre 1928).
- 1972 : Akim Tamiroff, acteur américain d'origine russe (° 29 octobre 1899).
- 1973 : 
  - Solange Corbin, musicologue française (° 5 avril 1903).
  - Hugo Winterhalter (en), musicien, chef d’orchestre et arrangeur américain (° 15 août 1909).
- 1979 :
  - André Morel, officier marinier, compagnon de la Libération (° 10 septembre 1916).
  - Agostinho Neto en Angola
- 1980 : Anastasio Somoza Debayle, homme politique nicaraguayen, président du Nicaragua de 1967 à 1972 puis de 1974 à 1979 (° 5 décembre 1925).
- 1983 : Humberto Sousa Medeiros, cardinal américain (° 6 octobre 1915).
- 1984 : Richard Basehart, acteur et réalisateur américain (° 31 août 1914).
- 1988 : Jacques Beauchamp, journaliste sportif québécois (° 4 février 1927).
- 1990 : Lucien Barrière, homme d'affaires français à la tête des casinos Barrière (° 14 janvier 1923).
- 1991 : Zino Francescatti, violoniste français (° 9 août 1902).
- 1992 : Sadegh Sharafkandi, Fattah Abdoli, Homayoun Ardalan et Nouri Dehkordi, opposants kurdes iraniens.
- 1994 : Karl Popper, philosophe des sciences autrichien (° 28 juillet 1902).
- 1995 : Renée Legrand, ancienne speakerine française (° 17 août 1935).
- 1996 : Spiro Agnew, homme politique américain, vice-président de 1969 à 1973 (° 9 novembre 1918).
- 1997 :
  - Roger Baulu, animateur de radio et de télévision québécois (° 28 février 1910).
  - Richard Bernard « Red » Skelton, acteur américain (° 18 juillet 1913).

### XXIesiècle
- 2002 : José Iborra, footballeur espagnol (° 12 juin 1908).
- 2004 : Mariette Duval, actrice québécoise (° 3 février 1927).
- 2005 :
  - Donn Clendenon, joueur de baseball américain (° 15 juillet 1935).
  - Hermidita (Manuel Hermida Losada dit), footballeur espagnol (° 9 septembre 1924).
  - Jacques Lacarrière, écrivain helléniste français (° 2 décembre 1925).
- 2006 : Patricia Kennedy Lawford, personnalité américaine, sixième enfant de Joseph Patrick Kennedy et de Rose Fitzgerald (° 6 mai 1924).
- 2007 :
  - Jean Balissat, compositeur, professeur de musique et chef d'orchestre suisse (° 15 mai 1936).
  - Jean Deschamps, acteur français (° 23 juin 1920).
  - François Louisy, homme politique français (° 12 décembre 1921).
- 2008 :
  - James Crumley, écrivain américain (° 12 octobre 1939).
  - Didier Dagueneau, exploitant viticole français (° 1956).
  - Fausto Gardini, joueur de tennis italien (° 8 mai 1930).
  - Robert Jarry, homme politique français (° 29 décembre 1924).
  - Humberto Solás, réalisateur, scénariste et producteur de cinéma cubain (° 14 décembre 1941).
- 2010 :
  - René Ben Chemoul, catcheur français (° 8 janvier 1925).
  - Christophe Bertrand, compositeur français (° 24 avril 1981).
  - Jean-Marcel Jeanneney, économiste et homme politique français (° 13 novembre 1910).
  - René Le Goff, dirigeant de basket-ball français (° 21 avril 1944).
  - Robert Truax, ingénieur américain (° 3 septembre 1917).
  - Tjeerd van Andel, géologue et océanologue américain (° 15 janvier 1923).
  - Larbi Zekkal, comédien algérien (° 19 mai 1934).
- 2011 :
  - Roger Agache, archéologue français (° 16 août 1926).
  - Charles Percy, homme politique américain (° 27 septembre 1919).
  - Cora Vaucaire, chanteuse française (° 22 juillet 1918).
- 2012 :
  - Bafo Biyela, footballeur sud-africain (° 11 janvier 1981).
  - Melvin Charney, artiste, professeur, théoricien et architecte canadien (° 28 août 1935).
  - Édouard Leclerc, homme d’affaires français, fondateur de la compagnie de distribution E.Leclerc (° 20 novembre 1926).
  - Victor Sinet, journaliste sportif français (° 17 mars 1929).
- 2013 :
  - Vilmo Gibello, peintre italien (° 23 novembre 1916).
  - Pierre Macq, physicien belge (° 8 juillet 1930).
  - Alexandra Naumik, chanteuse norvégienne (° 12 août 1949).
  - Marvin Rainwater, chanteur et auteur-compositeur américain (° 2 juillet 1925).
  - Martí de Riquer, écrivain et philologue espagnol (° 3 mai 1914).
  - Eiji Toyoda, homme d'affaires japonais (° 12 septembre 1913).
- 2014 :
  - Peter von Bagh, historien du cinéma, écrivain, réalisateur, scénariste et critique finlandais (° 29 août 1943).
  - Andriy Husin, footballeur ukrainien (° 11 décembre 1972).
  - Wakachichibu Komei, lutteur de sumo japonais (° 16 mars 1939).
  - Welby Van Horn, joueur de tennis américain (° 8 septembre 1920).
  - China Zorrilla, actrice et humoriste uruguayenne (° 14 mars 1922).
- 2015 :
  - Valeria Cappellotto, cycliste sur route italienne (° 28 janvier 1970).
  - Dettmar Cramer, footballeur et entraîneur allemand (° 4 avril 1925).
  - Milo Hamilton, commentateur sportif de matchs de baseball américain (° 2 septembre 1927).
- 2016 :
  - Charmian Carr, actrice américaine (° 27 décembre 1942).
  - Chimulus, dessinateur de presse humoristique français (° 3 mai 1946).
  - Bahman Golbarnejhad, cycliste paralympique iranien (° 12 juin 1968).
  - Rune Larsson, athlète de haies suédois (° 17 juin 1924).
  - Hans Mühlethaler, écrivain et dramaturge suisse (° 9 juillet 1930).
  - Sigge Parling, footballeur suédois (° 26 mars 1930).
- 2017 :
  - Eugenio Bersellini, footballeur et entraîneur italien (° 10 juin 1936).
  - Paul Granet, homme politique français (° 20 mars 1931).
  - Bobby Heenan, personnalité américaine du catch (° 1er novembre 1944).
  - Paul Wermus, journaliste français (° 19 mai 1946).
- 2018 :
  - Jean-Pierre Jouffroy, peintre, dessinateur, graveur, sculpteur, directeur artistique de périodiques, affichiste, historien d'art et écrivain français (° 20 avril 1933).
  - Barbara Nascimbene, actrice italienne (° 28 septembre 1958).
- 2019 :
  - Colette Castel, actrice française (° 29 juin 1937).
  - Dominique Damiani, coureuse cycliste et triathlète française (° 12 juillet 1953).
  - Moussa Haddad, réalisateur algérien (° ? 1937).
- 2021 : 
  - Abdelaziz Bouteflika, ancien président algérien.
  - Thanu Padmanabhan, Alfonso Sastre, Wataru Takeshita.
- 2022 : 
  - David Nkoto Emane, haut fonctionnaire camerounais (° 3 juin 1957).
  - Anna Gaël, actrice et journaliste française (° 27 septembre 1946).
  - Igor Maslennikov, réalisateur et scénariste soviétique puis russe (° 26 octobre 1931).
  - Vlado Milunić, architecte, designer et urbaniste yougoslave puis tchèque (° 3 mars 1941).
- 2023 :
  - Bruno Dagens, archéologue et historien de l'art français (° 19 février 1935).
  - Catherine May Atlani, musicienne, chorégraphe et autrice française (° 13 mai 1946).
  - Ronnie McKinnon, footballeur international écossais (° 20 août 1940).
- 2024 :
  - César, footballeur brésilien (° 13 avril 1956).
  - Magda De Galan, avocate et femme politique belge (° 23 septembre 1946).
  - Nelson DeMille, romancier américain (° 23 août 1943).
  - Beppe Menegatti, metteur en scène de théâtre italien (° 6 septembre 1929).
  - Mohamed Mahmoud Ould Mohamedou, diplomate et professeur d'histoire internationale américain, suisse et mauritanien (° 3 avril 1968).

## Célébrations
- Journée mondiale de la sécurité des patients instituée en 2019 par l'OMS[11] (quelques semaines avant les premiers cas diagnostiqués comme la nouvelle maladie de SARSCov2 / covid19 et la pandémie s'en étant suivie).
- La journée mondiale de l’arthrose
- Journée internationale de la musique country[12]
- Angola : journée des héros nationaux après l'anniversaire du décès d'Agostinho Neto en 1979.
- Chili : día del huaso chileno[13] ou « journée nationale du huaso » / cavalier typique.

### Saints des Églises chrétiennes

#### Catholiques et orthodoxes
Saints du jour, :
- Agathoclie († ?), martyre.
- Colombe de Cordoue († 853), martyre.
- Flaceau (VIIIe siècle), prêtre.
- Floscel (IIIe siècle), Martyr.
- Lambert de Maastricht († 708 ou 709), évêque, patron de Liège.
- Lubin de Chartres (en latin Leobinus), évêque de Chartres du milieu du VIe siècle, mort vers 557.
- Rouin (VIIe siècle), Abbé.
- Satiro († v. 377), frère de saint Ambroise de Milan.
- Sophie de Rome (IIe siècle), Martyre.
- Uni († 936), Évêque de Brême et de Hambourg.
- Urfold (VIe siècle), Ermite breton.

#### Saints ou bienheureux catholiques
Saints ou béatifiés du jour :
- Albert de Jérusalem († 1214) évêque de Bobbio, de Verceil, et patriarche latin de Jérusalem. Fêté également les 14 septembre.
- Chérubin Testa d'Avigliana († 1479), prêtre italien.
- Emmanuel Nguyen († 1798), prêtre vietnamien martyr.
- Estanislau Papczyński (en religion Stanislas de Jésus Marie Papczyński) († 1701), prêtre polonais et fondateur de congrégations.
- François-Marie de Camporosso († 1866), religieux capucin.
- Hildegarde de Bingen († 1179), abbesse bénéctine allemande et mystique.
- Jean Ventura Solsona († 1936), bienheureux prêtre, martyr lors de la guerre civile espagnole.
- Leonella Sgorbati († 2006), bienheureuse religieuse italienne et martyre.
- Martin de Hinojosa († 1213), abbé cistercien puis évêque de Sigüenza.
- Pierre d'Arbues († 1485), prêtre espagnol et martyr.
- Renaud († 1103), moine à Soissons, puis ermite en actuelle Mayenne puis dans l'actuelle Sarthe.
- Robert Bellarmin († 1621), jésuite et cardinal italien.
- Sigismond Félix Felinski († 1895), évêque polonais et fondateur de congrégation.
- Sigismond Sajna († 1940), prêtre polonais et martyr.
- Timothée Valero Perez († 1936), bienheureux prêtre, martyr lors de la guerre civile espagnole.

#### Saint orthodoxe
- Cyprien de Kiev († 1406), comme la veille 16 septembre avec Saint Cyprien de Carthage beaucoup plus anciennement encore[15], aux dates éventuellement différentes dans les calendriers julien, orientaux.

### Prénoms du jour
Bonne fête aux Renaud,
- ses variantes : Raynaud, Réginald, Renaut, Reynald, Ronald ;
- et les féminines : Renaude, Reynalda, Ronalda, Ronaldina, Ronaldine (voir Reine etc. les 7 septembre).

Et aussi aux :
- Hildegarde,
- Laure, Lara, Laura, Laurie, Laurine, Laurence, Laurette, Loretta, Lorette, Lorie, etc. (voir les 10 août) ;
- aux Lubin,
- Urfol, Urfold, Urphoed, Wulphroëdus, Urvoy, Urvoas[16].

## Traditions et superstitions

### Dictons du jour
- « Le 17 septembre pluvieux, neuf jours dangereux. » (dicton des Charentes)[17]
- « S'il pleut à la saint-Renaud, l'automne s'annonce penaud. »[réf. souhaitée]

### Astrologie
- Signe du zodiaque : vingt-sixième jour du signe astrologique de la Vierge.

## Toponymie
- Plusieurs voies, places, sites ou édifices de pays ou provinces francophones contiennent la date du jour dans leur nom sous différentes graphies possibles : voir Dix-Sept-Septembre.